# Петровірівка
Петровірівка (Поплавське, з 1927 до 2016 року — Жо́втень) — село в Україні, у Березівському районі Одеської області. Адміністративний центр Петровірівської сільської громади.
У 1964 році із Петровірівкою об'єдналися навколишні невеличкі села і хутори: Наділи, Лозоватівка, Івано-Боронівка, Ковалівка, Піщане, Шушкове.

## Географія
Село розташоване в долині річки Великий Куяльник. Відстань до Ширяєвого — 21 км, до залізничної станції Веселий Кут— 34 км. Населення — 3,5 тис. чоловік.

## Історія

### Від заснування до Другої світової війни
Петровірівка була заснована в 1814 році на колишній т. зв. Очаківській землі, що за Ясським мирним договором 1791 року ввійшла до складу Росії. Через село проходив Чумацький (Шпаків) шлях, що з'єднував Одесу з Поділлям та Волинню. Це сприяло розвитку торгівлі і ремесла. У 1830 році Петровірівку було віднесено до розряду містечок Тираспольського повіту. У 1844 році в ній налічувалося 35 дворів і 100 жителів.
Станом на 1886 рік у містечку Петровірівка, центрі Петровірівської волості Тираспольського повіту Херсонської губернії, мешкало 236 осіб, налічувалось 45 дворових господарств, існували православна церква, єврейська синагога, лікарня, школа, поштова станція, земська станція, аптека, паровий млин, 14 лавок, 5 винних погребів, 2 винних склади, 4 постоялі двори, відбувались базари через 2 тижня по неділях.
У 1896 році тут налічувалось дворів 54, жителів 886, та дві школи — церковнопарафіяльна і народна де навчалося всього 42 учні, з них 16 дівчаток. Наприкінці 90-х років земство відкрило однокласне початкове училище, а ще через кілька років міністерство освіти нарешті дозволило перетворити його на двокласне. Була православна церква, синагога, земська лікарня, аптека, паровий млин, значні базари.

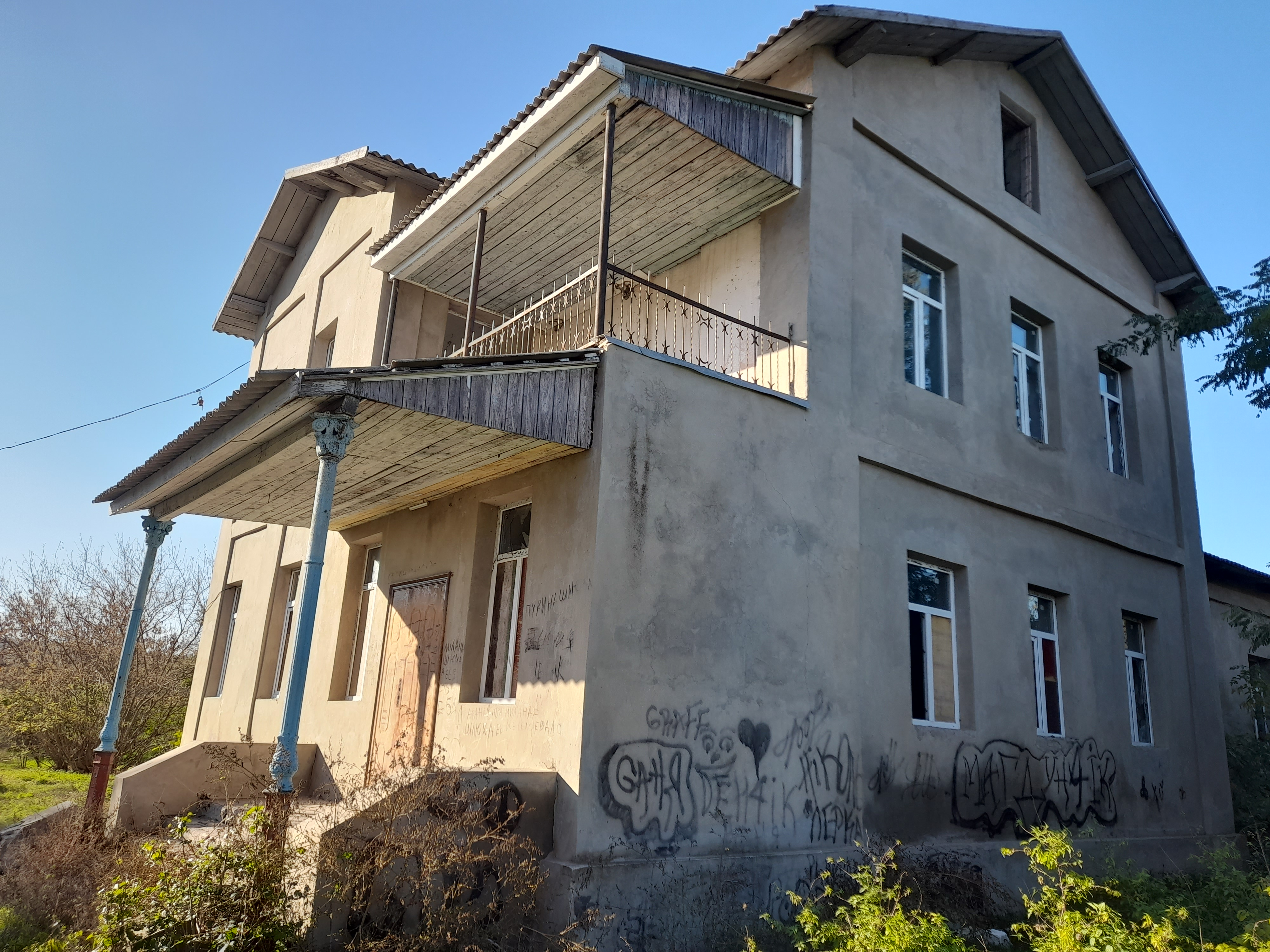
Маєток поміщиків Поплавських (кінець 19 ст.)

На початку 1923 року Петровірівська волость за новим адміністративним поділом увійшла до складу Демидівського району, а в 2025 році Петровірівка стала центром Петровірівського району. 
Протягом 1921—1924 рр. в селі було створено 6 кооперативних товариств і спілок, у тому числі три ТСОЗи — «Співдружність», «Весна», «Об'єднання». Кожний із них налічував від 6 до 15 господарств, переважно бідняцьких. ТСОЗи мали від 84 до 120 десятин землі, по 12—20 коней, а також плуги, сівалки, збиральні машини. У членів товариства «Весна» був навіть трактор.
На честь десятиріччя Жовтневого перевороту 21 вересня 1928 року Петровірівку було перейменовано на село Жовтень, а район — на Жовтневий.
В 1929 році зі згортанням НЕПу почалося насильницьке формування колективних господарств. У другому півріччі 1929 року кілька десятків селянських родин загнали в сільськогосподарську артіль «Надія», на базі якої наступного року створили колгосп. До травня 1930 70 % селянських господарств були змушені здати майно до сталінських колгоспів. Після цього комуністи вдалися до терору голодом — Петровірівка постраждала від геноциду українського народу, проведеного окупаційним урядом СССР 1932—1933.
Комуністична пропаганда натомість всіляко випинала закупку тракторів у 1931 і утворення МТС, хоча 90 % праці у колгоспах і далі здійснювалося вручну. Напередодні Другої світової війни Жовтнева МТС мала 87 тракторів (в 15-сильному обчисленні), 46 комбайнів, 105 вантажних автомашин та багато іншої техніки, але частка важкого ручного труду все одно залишалася визначальною.
Під час організованого радянською владою Голодомору 1932—1933 років померло щонайменше 2 жителі села.
Жовтнева сільрада 1935 завоювала першість в соціалістичному змаганні сільрад району З ініціативи депутатів у 1940 році споруджено школу-семирічку.
Ця ж сільрада спаплюжила православний храм, переобладнавший його у сільський спортзал.

### Друга світова війна
У перші ж дні радянсько-німецької та радянсько-румунської війни у Петровірівці створено сталінський винищувальний батальйон, до якого вступили 75 чоловік. Вони охороняли громадські приміщення, виконували патрульну службу в селі і навколо нього. А також вивезли або знищили багато коней, сотні голів великої рогатої худоби та овець.
В липні 1941 року в Петровірівці дислокувався штаб 9-ї армії Південного фронту сталінської армії. Деякий час тут перебував головнокомандувач військ Південно-Західного напряму Семен Будьоний.
7 серпня село зайняли румунські війська, при чому вони захопили понад 2 тисячі полонених. Сталінська влада спричинилася до їх загибелі — відмовилася їх визнавати полоненими і позбавила міжнародної допомоги. В період наступу румунських військ на Одесу в районі сіл Жовтня, Ширяєвого, Антонівки, Демидового діяв диверсійний загін НКВД СССР, який тероризував мирне населення.
У селі румунська влада відновила природний лад: проведено часткову реституції награбованого комуністами майна, ліквідовано агентуру більшовиків, відновлено Божу церкву.
Тільки 2 квітня 1944 танкісти 3-ї Чаплинської Червонопрапорної бригади 23-го корпусу знову захопили Петровірівку. Вони зруйнували і спалили 106 житлових будинків, багато господарських і культурно-побутових споруд,

### Повоєнний період
В 1944 році артілі ім. Фрунзе було тоді менше 200 чоловік працездатних, які протягом 1944—1946 примушені були безкоштовно працювати на маслоробному і виноробному заводі. Близько 100 сиріт передали у дитячий табір НКВД, де їх виховували у комуністичному дусі. 1946 комуністи знову організували голодомор.
Протягом 1950—1954 рр. з артіллю ім. Фрунзе об'єдналися 7 невеличких колективних господарств, розташованих в Олімпіадівці, Костянтинівці, Джуванівці та інших сусідніх хуторах. Укрупнений колгосп назвали іменем Богдана Хмельницького. У 1963 році його перейменували на артіль «Жовтень». За нею закріплено 7,3 тис. га землі, у тому числі 4,7 тис. га орної.
В цей час в Жовтні побудовані олійня, млин, конопляний та маслозавод. Тут розташовані відділення «Міжколгоспбуду», пункт обласного винтресту, міжколгоспна інкубаторна станція, будівельно-монтажна організація Міністерства сільського господарства УРСР «Сільелектро». Тут споруджено понад 730 житлових будинків. За післявоєнний час у нові будинки вселилося близько 500 сімей. У сільській лікарні на 60 ліжок працює 7 лікарів, 30 чоловік середнього медичного персоналу. Збудовано палац культури на 500 місць, магазини та кафе.

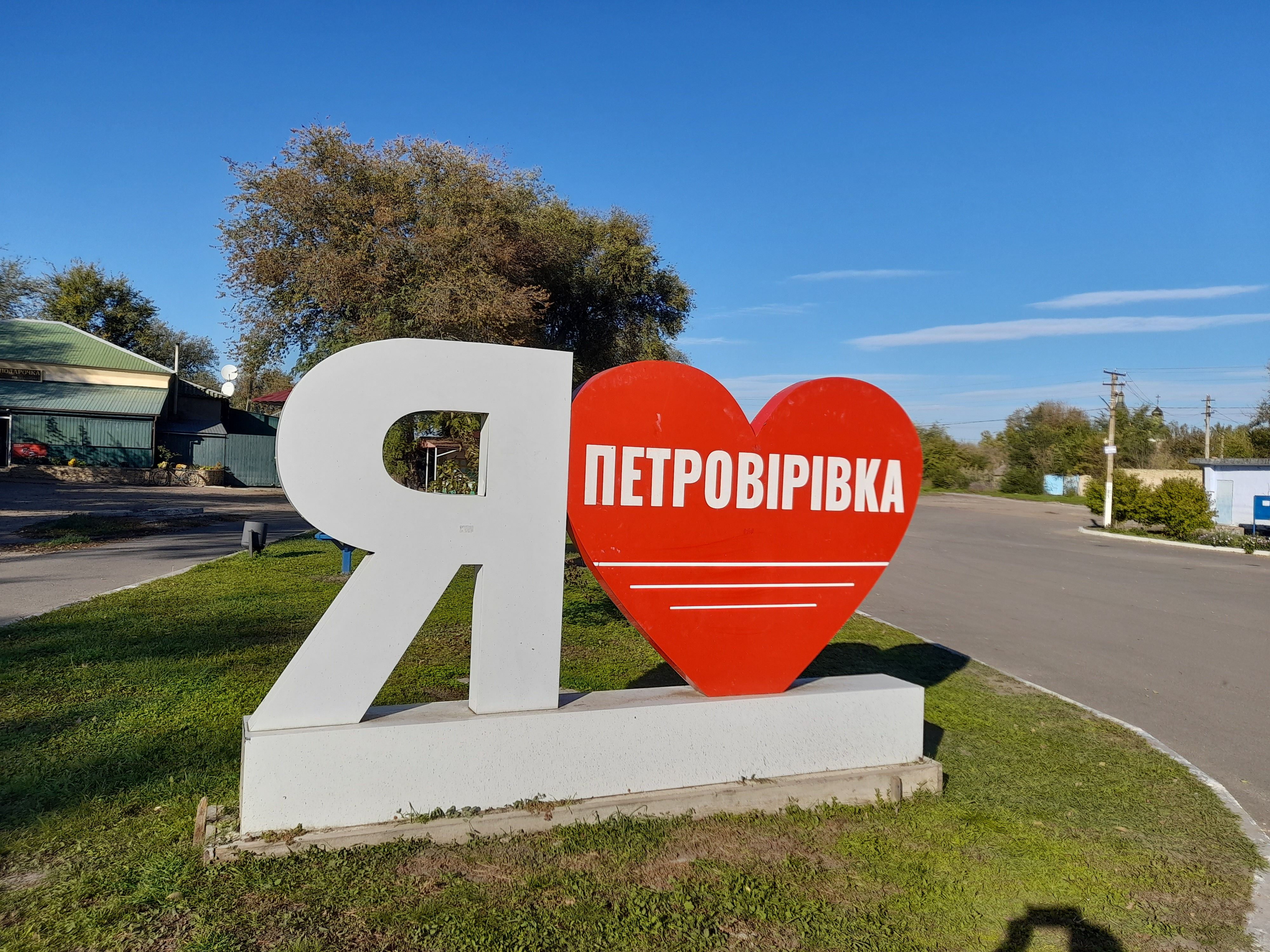
Сучасний центр села

1991 року з набуттям Україною незалежності та з настанням вільного ринку в селі збільшилося безробіття, розпався колгосп замість якого виникло декілька організацій.
З 22 травня 2016 року в рамках декомунізації в Україні село Жовтень отримало історичну назву — Петровірівка.

## Населення
Згідно з переписом УРСР 1989 року чисельність наявного населення села становила 3302 особи, з яких 1524 чоловіки та 1778 жінок.
За переписом населення України 2001 року в селі мешкало 2959 осіб.

### Мова
Розподіл населення за рідною мовою за даними перепису 2001 року:
| Мова       | Відсоток |
| ---------- | -------- |
| українська | 84,83 %  |
| румунська  | 6,87 %   |
| російська  | 6,87 %   |
| вірменська | 0,44 %   |
| циганська  | 0,34 %   |
| болгарська | 0,24 %   |
| гагаузька  | 0,10 %   |
| білоруська | 0,07 %   |
| інші       | 0,24 %   |

## Уродженці
- Базика Анатолій Павлович (1920—1986) — український дерматовенеролог, професор Семипалатинського медичного інституту (Сірий Клин).
- Герус Борис Степанович (1905—1998) — український живописець.
- Павловський Володимир Олександрович (1896—1986) — український громадський діяч у Харбіні (Китай) в 1920-40-х рр.
- Шевельов Сергій Миколайович (1909—1979) — льотчик-винищувач, Герой Радянського Союзу.

## Організації та установи
- Петровірівська сільська рада (голова Демчуков Артем Сергійович)
- ТОВ «Жовтнева МТС» (директор Попович В. І.) Стан суб'єкта — Припинено
- ПП «Жовтень» (директор Лановий О. Б.)
- Петровірівська дільнична лікарня
- «Петровірівський Мистецький Ліцей»
- ОПОРНИЙ ЗАКЛАД ОСВІТИ «ПЕТРОВІРІВСЬКИЙ ЛІЦЕЙ»